# Lake Wales
Lake Wales – miasto w Stanach Zjednoczonych, w stanie Floryda, w hrabstwie Polk.